# Jerry Springer
Jerry Springer, właśc. Gerald Norman Springer (ur. 13 lutego 1944 w Londynie, zm. 27 kwietnia 2023 w Evanston) – amerykański dziennikarz, aktor, prawnik i polityk, znany z prowadzenia kontrowersyjnego telewizyjnego talk-show Potyczki Jerry’ego Springera.
Był działaczem Partii Demokratycznej, z jej ramienia sprawował funkcję radnego (1972–1981) oraz burmistrza miasta Cincinnati w stanie Ohio (1977–1978).

## Życiorys
Urodził się w 1944 na stacji londyńskiego metra Highgate, która służyła wówczas za schron przed bombardowaniami. Jego rodzice, Margot Kallmann i Richard Springer byli żydowskimi uchodźcami z Niemiec, którzy uciekli w latach 30. z rodzinnego Landsberg an der Warthe (obecnie Gorzów Wielkopolski) do Wielkiej Brytanii. W 1949 wraz z rodziną wyemigrował do Stanów Zjednoczonych, gdzie zamieszkał w dzielnicy Queens w Nowym Jorku. W 1965 ukończył studia licencjackie z politologii na Uniwersytecie Tulane’a, a trzy lata później ukończył prawo na Northwestern University. 
Po ukończeniu studiów pracował przy kampanii prezydenckiej Roberta F. Kennedy'ego. Związał się z Partią Demokratyczną i rozpoczął własną karierę polityczną. W 1970 kandydował bezskutecznie do Izby Reprezentantów, zdobywając 45% głosów. W 1971 wybrano go do rady miasta Cincinnati. Trzy lata później, po ujawnieniu materiałów dotyczących nagabywania prostytutki, złożył mandat radnego. Powrócił w skład rady miasta w 1975 roku i sprawował mandat do 1981 roku. W 1977 wybrany został na burmistrza Cincinnati i sprawował tę funkcję przez rok. W 1982 starał się bezskutecznie nominację Demokratów w wyborach na gubernatora Ohio. W 2003 i 2018 rozważał wystartowanie w wyborach do Senatu.

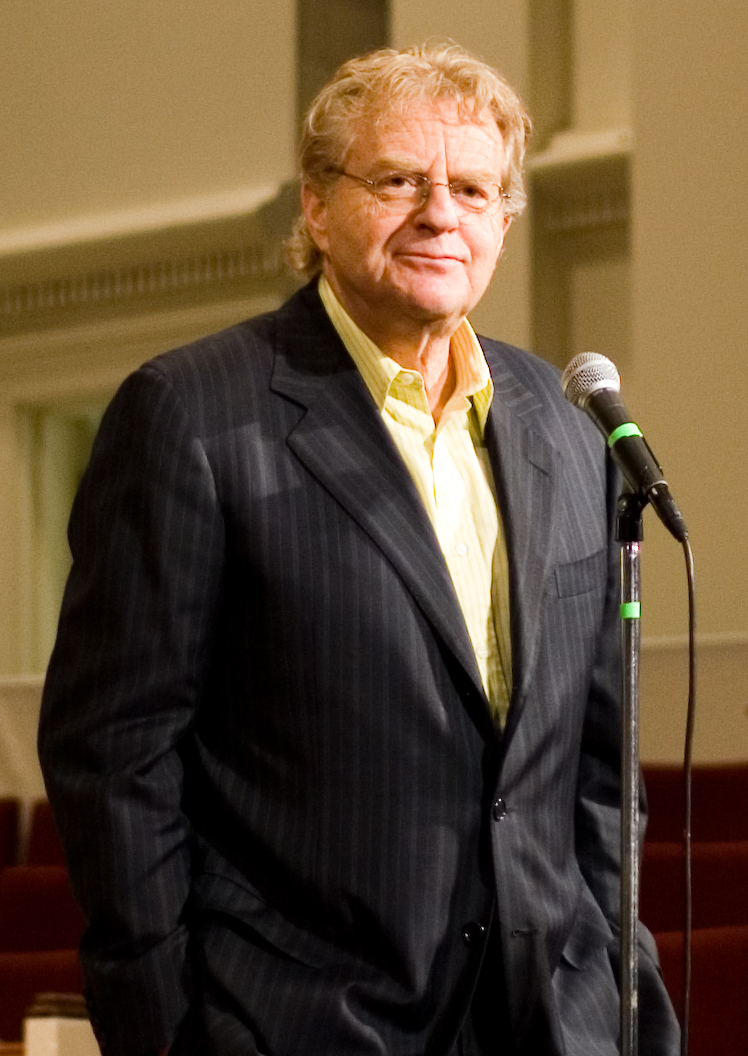
Jerry Springer (2007)

Karierę w mediach zaczął, kiedy był jeszcze burmistrzem Cincinnati. W lokalnej stacji radiowej moderował audycję The Springer Memorandum. Następnie do 1993 był związany jako reporter i komentator polityczny z miejscowym oddziałem telewizji NBC w Cincinnati. Zdobył dziesięć lokalnych Nagród Emmy i przez pięć lat był najpopularniejszym reporterem w mieście. 
We wrześniu 1991 zadebiutował jako prowadzący autorski talk-show Potyczki Jerry’ego Springera. Program był znany z poruszania kontrowersyjnych tematów takich jak kazirodztwo, prostytucja czy zdrady, częstych bójek i rękoczynów między uczestnikami, licznych wulgaryzmów i nagości. Program doczekał się 27 sezonów. Jego emisja zakończyła się w 2018 roku. 
Między 2007 a 2008 przez cztery edycje prowadził amerykańską wersję programu Mam talent. Wziął udział w amerykańskiej edycji Tańca z gwiazdami. Był gospodarzem wyborów Miss World w 2000 i 2001 oraz Miss Universe 2008. Od 2015 do 2022 tworzył autorski podcast The Jerry Springer Podcast. W latach 2019–2022 prowadził program Judge Jerry. W 2022 roku wziął udział w ósmym sezonie programu The Masked Singer. 
Występował gościnnie w filmach i serialach, takich jak: Świat według Bundych, Simpsonowie czy Zdarzyło się jutro.
Springer zmarł w swoim domu w Evanston w stanie Illinois w wieku 79 lat z powodu raka trzustki. Został pochowany na cmentarzu Memorial Park w Skokie.

## Życie prywatne
Springer ożenił się z Micki Velton w 1973 roku. Para doczekała się córki Katie (ur. 1976).